# موراي هدسون
موراي هدسون (بالإنجليزية: Murray Hudson)‏ هو عسكري نيوزيلندي، ولد في 24 فبراير 1938 في أوبوتكي ‏ في نيوزيلندا، وتوفي في 13 فبراير 1974.